# 管道運輸

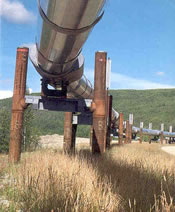
阿拉斯加油管的一部分。

管道运输是一种以管道输送货物的方法，而货物通常是液体和气体。有时候，气动管(pneumatic tube)也可以做到类似工作，以压缩气体输送固体舱，而内裡装着货物。
就液体与气体而言，凡是在化学上稳定的物质都可以用管道运送。因此，废水、泥浆、水、甚至啤酒都可以用管道传送。另外，管道对于运送石油与天然气十分重要——有关公司多数会定期检查其管道，并用管道检测仪(pipeline inspection gauge)做清洁工作。
现代管道运输始于19世纪中叶，1865年，在美国宾夕法尼亚州建成第一条原油输送管道。但管道运输的发展是从20世纪开始的。在第二次世界大战后。石油工业的迅速发展，各产油国开始大量修建輸油管道及油气管道。